# Hedwig Potthast

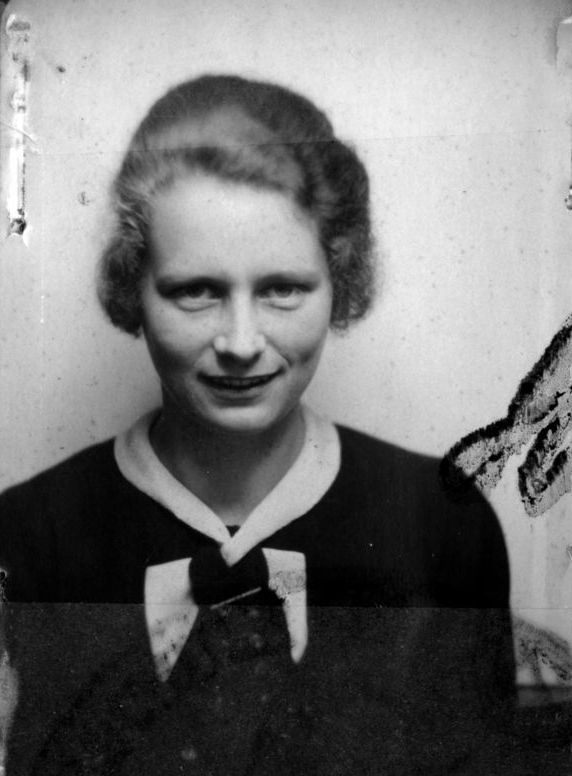
Hedwig Potthast nel 1933

Hedwig Potthast (Colonia, 5 febbraio 1912 – Baden-Baden, 22 settembre 1994) è stata la segretaria privata e poi amante del Reichsführer-SS Heinrich Himmler, dalla cui relazione nacquero due figli.

## Biografia
Nacque a Colonia, figlia di un uomo d'affari locale. Dopo gli esami dell'Abitur si formò come segretaria qualificata in lingue straniere. Completata la formazione nel 1928 trovò lavoro a Coblenza.

### La relazione con Himmler
Grazie a Kurt Freiherr von Schröder, tra i fondatori del Freundeskreis Reichsführer-SS, conobbe Heinrich Himmler. Nel 1934 fu assunta nel quartier generale della Gestapo a Berlino. Dall'inizio del 1936 fino all'inizio del 1941 fu la segretaria privata di Himmler, responsabile del mecenatismo di Himmler e della consegna dei riconoscimenti.
Himmler e Hedwig dichiararono il loro amore a Natale del 1938. All'inizio cercarono di mantenere una relazione platonica, ma in realtà fu una relazione adultera. Margarete, già moglie di Himmler dal 1928 e madre della loro figlia, scoprì la relazione di Himmler con Hedwig nel febbraio del 1941 e nel contempo i genitori di Hedwig rifiutarono la relazione extraconiugale.
Hedwig si stabilì a Grunewald e dal 1943 visse a Brückentin, vicino alla tenuta di Oswald Pohl, per l'amicizia stretta con Eleonore, moglie di Oswald. Anche Lina Heydrich, moglie di Reinhard Heydrich, e Gerda Bormann, moglie di Martin Bormann, furono tra le sue amiche. In seguito si trasferì a Berchtesgaden, in Baviera.
Hedwig ebbe due figli da Himmler: Helge, nato il 15 febbraio 1942 nel sanatorio di Hohenlychen, e Nanette-Dorothea, nata il 20 luglio 1944 a Berchtesgaden. Nello stesso anno, Himmler prese in prestito 80.000 ℛℳ dalla Cancelleria del Partito Nazista e fece costruire una casa per Hedwig vicino a Berchtesgaden, nella piccola e pittoresca città di Schönau am Königssee.
La relazione tra Hedwig e Himmler si concluse all'inizio del 1945, si incontrarono l'ultima volta a metà marzo del 1945, dopodiché si scambiarono telefonate quotidiane fino al 19 aprile 1945. Poco si sa della relazione tra Himmler e Potthast. È probabile che si vedessero solo di rado per gli impegni di Himmler. Non è chiaro quanto, Hedwig o Margarete sapessero del suo coinvolgimento nella soluzione finale.

## Nel dopoguerra
Al termine della guerra Hedwig si trovava ad Achensee, in Austria, e, dopo aver appreso la notizia della morte di Himmler alla radio il 23 maggio 1945, si nascose, vivendo temporaneamente con Eleonore Pohl a Rosenheim, in Alta Baviera. Tra giugno e luglio 1945, fu arrestata dall'esercito statunitense e interrogata per diversi giorni a Monaco.
Margarete e la figlia di Himmler, Gudrun Burwitz, vennero a conoscenza dei suoi fratellastri solo dopo la guerra ma Hedwig rifiutò qualsiasi contatto con loro. Visse a Theissendorf e mantenne i contatti con la famiglia del fratello maggiore di Himmler, Gebhard, e con l'ex stretto confidente di Himmler, Karl Wolff, fino agli anni Cinquanta.

### Gli ultimi anni
Hedwig si sposò in seguito e prese il nome del marito. Suo figlio lottò contro i problemi di salute per tutta la vita e rimase con lei; sua figlia divenne medico. In un'intervista del 1987 con l'ex editore di Der Spiegel, Peter-Ferdinand Koch, Hedwig rimase in silenzio sulla responsabilità di Himmler per i crimini di guerra nazisti. Morì il 22 settembre 1994, all'età di 82 anni, a Baden-Baden.